# Lou Barlow

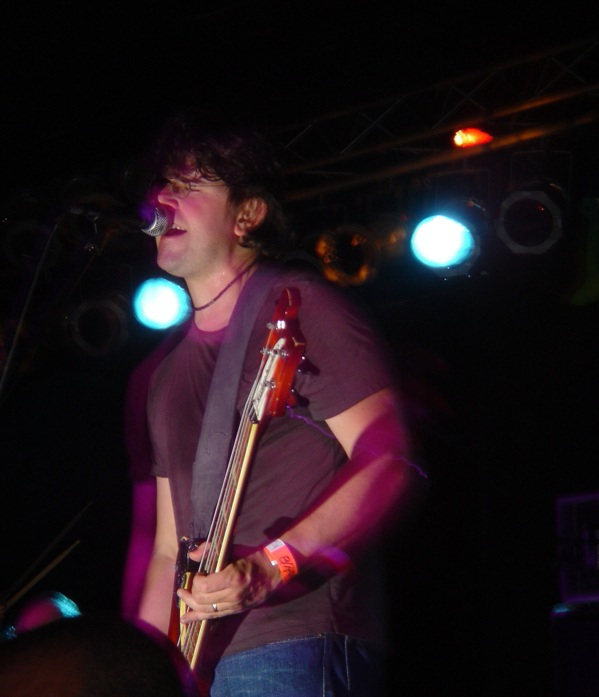
Barlow im Jahr 2005

Lou Barlow (* 17. Juli 1966 in Dayton, Ohio) ist ein amerikanischer Musiker. Er ist Mitglied der Indie-Rockbands Dinosaur Jr., Sebadoh und The Folk Implosion.

## Leben
Barlow wuchs in Massachusetts auf. Dort traf er bereits zu Schulzeiten J. Mascis, mit dem er zunächst Anfang der 80er Jahre die Hardcore-Punkgruppe Deep Wound gründete, mit Mascis am Schlagzeug und Barlow an der Gitarre. Nach deren Ende entstand Dinosaur Jr.; mit dieser Band spielte Barlow als Bassist zwischen 1984 und 1988 drei Alben ein, bevor er im Streit ausstieg. Im Frühjahr 2005 stieg Barlow wieder bei Dinosaur Jr. ein.
In der Folge war Barlow vor allem mit seiner ursprünglich als Nebenprojekt gegründeten Band Sebadoh beschäftigt, mit der er Lo-Fi-Musik produzierte. Ab 1991 veröffentlichte er darüber hinaus gelegentlich Solomaterial unter dem Namen Sentridoh; Mitte der 1990er Jahre kam das Projekt The Folk Implosion dazu, das unter anderem durch Soundtrackbeiträge zu den Filmen Kids und Lebe lieber ungewöhnlich von sich reden machte.
Im Jahr 2000 spielte Barlow eine Hälfte einer Subsonic 6 betitelten Split-CD ein, deren andere Hälfte Rudy Trouvé von dEUS verantwortete. Fünf Jahre später veröffentlichte Merge Records sein erstes unter eigenem Namen veröffentlichtes Album, Emoh.
In dem Spielfilm Laurel Canyon von 2002 verkörpert Lou Barlow eine Nebenrolle als Musiker.

## Diskografie
Lou Barlow 
- Emoh (2005, Merge Records / Domino Records)
- Goodnight unknown (2009, Merge Records / Domino Records)
- Brace the Wave (2015, Joyful Noise Recordings / Domino Records)
- Apocalypse Fetish (2016, Joyful Noise Recordings / Domino Records) EP
- Reason to Live (2021, Joyful Noise Recordings)

Sentridoh
- Losers (1991, Shrimper Records, Kassette)
- Most of the Worst and Some of the Best (1992, Shrimper Records, Kassette)
- Lou B’s Wasted Pieces ’87–’93 (1993, Shrimper Records, Kassette)
- The Mysterious Sentridoh e.p. (1993, Little Brothers Records) EP
- Sup Pop Singles Club – Dec 93 (1993, Sup Pop) EP
- Louis Barlow`s Acoustic Sentridoh (1993, Lo-Fi Recordings) EP
- Winning Losers: A Collection of Home Recordings 89-93 (1994, Smells Like Records)
- Another Collection of Home Recordings (1994, Mint Records)
- A Collection of Previously Released Songs (1994, City Slang)
- Free Sentridoh: Songs from Loobiecore (2001, Loobiecore)
- Mirror the Eye (2007, Acuarela Discos) EP
- Songs from Loobiecore 2.5 (2009, Loobiecore) EP
- Sentridoh III (2010, Merge Records) EP

Sebadoh
- The Freed Man (1989, Homestead Records / Domino Records)
- Weed Forestin'  (1990, Homestead Records)
- Sebadoh III (1991, Homestead Records / Domino Records)
- Smash Your Head on the Punk Rock (1992, Sub Pop)
- Rocking the Forest / Sebadoh vs. Helmet (1992, City Slang)
- Bubble and Scrape (1993, Sub Pop / Domino Records / City Slang)
- Soul and Fire (1993, Sub Pop / Domino Records) EP
- 4 Song CD (1994, Domino) EP
- The Mysterious Sebadoh (1994, Little Brother) EP
- Louis Barlow’s Acoustic Sebadoh (1994, Lo-Fi Records) EP
- Bakesale (1994, Sub Pop / Domino Records / City Slang)
- Magnet’s Coil (1995, Cortex) EP
- Harmacy (1996, Sub Pop / Domino Records / City Slang)
- The Sebadoh (1999, Sire Records / Sub Pop / Domino Records / City Slang)
- Secret EP (2012) EP
- Defend Yourself (2013, Domino Records / Joyful Noise Recordings)
- Act Surprised (2019, Dangerbird)

The Folk Implosion
- Walk through this the Folk Implosion (1994, Chokolate Monk / Drunken Fish Records) EP
- Take a Look Inside (1994, Communion Label)
- Electric Idiot EP (1994, Ubik) EP
- Dare to Be Surprised (1997, Communion Label)
- One Part Lullaby (1999, Interscope Records / Domino Records)
- The New Folk Implosion (2003, Domino Records)

Dinosaur Jr
- Dinosaur (1985, Homestead Records / Merge Records)
- You’re Living All Over Me (1987, SST / Merge Records)
- Bug (1988, SST / Merge Records)
- Beyond (2007, Fat Possum)
- Farm (2009, Jagjaguwar)
- I Bet on Sky (2012, Jagjaguwar)
- Give a Glimpse of What Yer Not (2016, Jagjaguwar)
- Sweep It into Space (2021, Jagjaguwar)